# Powtoon
PowToon és un programari en línia que té com a funció crear vídeos i presentacions animades i interpretar el que l'usuari introdueix en la seva interfície, reproduint-se com en una espècie de caricatura d'una persona parlant mostrant quadres de diàleg que l'usuari hagi escrit. És molt usat en l'àmbit escolar i també per cibernautes que amb vídeos caricaturitzats volen comunicar una idea a un public escollit.

## Història
PowToon va ser fundat al gener 2012. La companyia va alliberar una versió beta a l'agost 2012.

## Producte
PowToon és una aplicació en línia d'animació que permet als usuaris crear presentacions animades amb objectes, text, imatge i so predeterminats o pujats per l'usuari.
PowToon també està disponible en la tenda de Google Chrome i posseeix una aplicació en Edmodo.com.